# Lista över myndigheter inrättade av regeringen Reinfeldt
Detta är en lista över nya myndigheter och departement som regeringen Reinfeldt inrättade under tidsperioden från den 22 6 oktober 2006 till den 3 oktober 2014.

## 2007
- Arbetsmarknadsdepartementet (1 januari)
- Integrations- och jämställdhetsdepartementet  (1 januari)
- Kulturdepartementet (1 januari)
- Finanspolitiska rådet  (1 augusti)

## 2008
- Kronofogdemyndigheten  (1 januari)
- Arbetsförmedlingen  (1 januari)
- Energimarknadsinspektionen  (1 januari)
- Säkerhets- och integritetsskyddsnämnden (1 januari)
- Regelrådet  (15 maj)
- Arbetsförmedlingsinstitutet  (1 juli)
- Domarnämnden (1 juli)
- Specialpedagogiska skolmyndigheten  (1 juli)
- Strålsäkerhetsmyndigheten  (1 juli)
- Lantmäteriet  (1 september)
- Tandvårds- och läkemedelsförmånsverket (1 september)
- Statens skolinspektion  (1 oktober)
- Teknikdelegationen (1 oktober)
- Prövningsnämnden för stöd till kreditinstitut  (10 november)
- Delegationen för jämställdhet i skolan  (november)

## 2009
- Myndigheten för samhällsskydd och beredskap  (1 januari)
- Signalspaningsnämnden  (1 januari)
- Kompetensrådet för utveckling i staten  (1 januari)
- Transportstyrelsen  (1 januari)
- Diskrimineringsombudsmannen  (1 januari)
- Tillväxtverket  (1 april)
- Tillväxtanalys  (1 april)
- Myndigheten för yrkeshögskolan  (1 juli)
- Inspektionen för socialförsäkringen (1 juli)
- Statens inspektion för försvarsunderrättelseverksamheten  (1 oktober)

## 2010
- Dans- och cirkushögskolan  (1 januari)
- Linnéuniversitetet  (1 januari)
- Pensionsmyndigheten  (1 januari)
- Ansvarsnämnden för djurens hälso- och sjukvård  (1 januari)
- Trafikanalys  (1 april)
- Trafikverket (1 april)
- Försvarsexportmyndigheten  (1 augusti)
- Myndigheten för radio och tv  (1 augusti)
- Patentombudsnämnden  (1 september)
- Rådet för kulturella och kreativa näringar  (17 september)

## 2011
- Landsbygdsdepartementet  (1 januari)
- Totalförsvarets rekryteringsmyndighet  (1 januari)
- Stockholms dramatiska högskola  (1 januari)
- Statens medieråd  (1 januari)
- Myndigheten för vårdanalys  (1 januari)
- Digitaliseringsrådet  (14 mars)
- Myndigheten för kulturanalys  (1 april)
- Statens musikverk  (1 maj)
- Havs- och vattenmyndigheten  (1 juli)

## 2012
- Statens servicecenter  (1 juni)
- Fastighetsmäklarinspektionen  (1 augusti)

## 2013
- Ersättningsnämnden  (1 januari)
- Universitetskanslersämbetet  (1 januari)
- Universitets- och högskolerådet  (1 januari)
- Sveriges export- och investeringsråd  (1 januari)
- Centrala djurförsöksetiska nämnden  (1 januari)
- Myndigheten för tillgängliga medier  (1 januari)
- Inspektionen för vård och omsorg  (1 juni)
- Forskningsrådet för hälsa, arbetsliv och välfärd  (1 juli)

## 2014
- E-hälsomyndigheten  (1 januari)
- Folkhälsomyndigheten  (1 januari)
- Myndigheten för delaktighet  (1 maj)